# المنتقمون: عصر ألترون
المنتقمون: عصر ألترون (بالإنجليزية: Avengers: Age of Ultron)‏ هو فيلم بطل خارق أمريكي مبني على فريق الأبطال الخارقين في القصص المصورة المنتقمون. من إنتاج استوديوهات مارفل وتوزيع استوديوهات أفلام والت ديزني. الفيلم هو تتمة لفيلم سنة 2012 "المنتقمون" والإصدار الحادي عشر في عالم مارفل السينمائي. الفيلم من تأليف وإخراج جوس ويدن ويضم طاقم ممثلين مؤلف من روبرت داوني جونير وكريس هيمسوورث ومارك رافالو وكريس إيفانز وسكارليت جوهانسون وجيرمي رينر ودون شيدل وآرون جونسن وإليزابيث أولسن وبول بيتاني وكوبي سمولدرز وانتوني ماكي وهايلي أتويل وإدريس إلبا وجيمس سبيدر وصامويل جاكسون. في الفيلم يجب أن يتعاون المنتقمون لهزيمة الروبوت التكنولوجي المتطور ألترون الذي ينوي القضاء على البشرية.
الجزء الثاني أعلن عنه في مايو 2012، بعد نجاح الهائل لفيلم المنتقمون. تمت إعادة جوس ويدون، مخرج الفيلم الأول، في أغسطس وحدد موعد إصدار التكملة. بحلول 2013، أكمل ويدون مسودة من النص، وبدأ إختيار الممثلين في يونيو مع إعادة جلب روبرت داوني جونير. التصوير الثانوي بدأ في فبراير 2014 في جنوب أفريقيا والتصوير رئيسي بين مارس وأغسطس 2014. الفيلم تم تصويره بشكل رئيسي في استوديوهات شيبرتون في سري بإنكلترا، مع مشاهد إضافية صورت في إيطاليا وكوريا الجنوبية وبنغلاديش ونيويورك.
عُرض فيلم "المنتقمون: عصر ألترون" لأول مرة في هوليوود، لوس أنجلوس، في 13 أبريل 2015، وطُرح في الولايات المتحدة في 1 مايو، كجزء من المرحلة الثانية من عالم مارفل السينمائي. تلقى الفيلم مراجعات إيجابية بشكل عام من النقاد، وحقق إيرادات تجاوزت 1.4 مليار دولار عالميًا، ليصبح رابع أعلى فيلم إيرادات لعام 2015، وخامس أعلى فيلم إيرادات على الإطلاق خلال فترة عرضه. صدر جزآن للفيلم: المنتقمون: الحرب للانهائية (2018) والمنتقمون: نهاية اللعبة (2019).

## القصة
في بلد سوكوفيا بأوروبا الشرقية، قام المنتقمون توني ستارك وستيف روجرز وثور، وبروس بانر، وناتاشا رومانوف، وكلينت بارتون بمداهمة منشأة هيدرا بقيادة البارون وولفجانج فون ستراكر، الذي أجرى تجارب على البشر باستخدام الصولجان الذي سبق استخدامه بواسطة لوكي. يلتقون مع اثنين من أفراد اختبار ستراكر التوأم بيترو اللذان يتمتعان بسرعة تفوق قدرة البشر و واندا ماكسيموف، التي تتمتع بقدرات التخاطر والتحريك الذهني - ويقبضون على ستراكر بينما يسترجع توني ستارك صولجان لوكي.
يكتشف ستارك ووبروس بانر ذكاءً اصطناعيًا داخل جوهرة الصولجان، ويقرران سرًا استخدامه لإكمال برنامج الدفاع العالمي ألترون الخاص بـ ستارك. لكنه إعتقد  أنه يجب أن يقضي على البشرية لإنقاذ الأرض فيقضي على الذكاء الاصطناعي لدى ستارك ويهاجم المنتقمين في مقرهم. يستخدم ألترون الموارد في قاعدة ستراكر سوكوفيا لترقية جسمه البدائي وبناء جيش من الروبوتات الآلية. بعد أن قتل ستراكر، قام بتجنيد عائلة ماكسيموف، التي تحمل ستارك مسؤولية وفاة والديهم بأسلحة شركته، وتوجه إلى قاعدة تاجر الأسلحة يوليسيس كلاو في جوهانسبرج للحصول على فيبرانيوم. هاجم المنتقمون ألترون و ماكسيموف، لكن واندا أخضعهم، مما تسبب في تحول بانر إلى هالك والهياج حتى أوقفه ستارك بدرعه المضاد لهالك. رد الفعل العالمي العنيف على الدمار الناتج والمخاوف التي أثارتها هلوسة واندا، دفعت الفريق للاختباء في منزل آمن.
يغادر ثور للتشاور مع الدكتور إريك سيلفيج بشأن المستقبل المروع الذي رآه في هلوسته، بينما وصل نيك فيوري وشجع الفريق على تشكيل خطة للوقوف امام ألترون، يستخدم ألترون صولجان لوكي لاستعباد صديقة الفريق الدكتورة هيلين تشو. يستخدمون تقنية الأنسجة الاصطناعية والفيبرانيوم وجوهرة الصولجان لصنع جسم جديد. بينما يحمل ألترون نفسه في الجسد، استطاعت واندا قراءة أفكاره؛ فتكتشف خطته للانقراض البشري، ويقلب الاخوة ماكسيموف ضد ألترون. وجد روجرز ورومانوف وبارتون ألترون واستعادوا الجسم الاصطناعي، لكن ألترون يخطف رومانوف. يتقاتل المنتقمون فيما بينهم عندما قام ستارك وبانر بتحميل جافيس سراً - الذي لا يزال يعمل بعد الاختباء من ألترون داخل الإنترنت - في الجسم الاصطناعي.
يعود ثور للمساعدة في تنشيط الجسم، موضحًا بناءً على رؤيته أن الجوهرة الموجودة على جبينه هي حجر العقل، أحد أحجار اللانهاية الستة، أقوى الأشياء الموجودة. يذهب الماكسيموفس مع المنتقمون إلى سوكوفيا، حيث استخدم ألترون ما تبقى من فيبرانيم لبناء آلة لرفع جزء كبير من العاصمة نحو السماء، بهدف تحطيمها في الأرض لإحداث الانقراض العالمي. ينقذ بانر رومانوف، الذي يوقظ الهالك للمعركة. يحارب المنتقمون جيش ألترون بينما يصل فيوري في مروحية مع ماريا هيل وجيمس رودس. يموت بيترو عندما يحمي بارتون من إطلاق النار، وتتخلى واندا المنتقمة عن منصبها لتدمير جسد أولترون الأساسي، مما يسمح لإحدى طائراته بدون طيار بتفعيل الآلة. تنهار المدينة، لكن ستارك وثور يفرطان في تحميل الماكينة ويحطمان اليابسة. في أعقاب ذلك، غادر هالك، غير الراغب في تعريض رومانوف للخطر من خلال التواجد معها، بينما واجه فيجون الترون ودمر على ما يبدو آخر جسد ألترون المتبقي.

في وقت لاحق، مع إنشاء المنتقمون قاعدة جديدة يديرها فيوري، يعود ثور إلى أسغارد لمعرفة المزيد عن القوات التي يشتبه في أنها تلاعبت بالأحداث الأخيرة. بينما يغادر ستارك ويتقاعد بارتون، يستعد ستيف روجرز ورومانوف لتدريب المنتقمون الجدد: رودس، فيجن، سام ويلسون، واندا ماكسويف.ثانوس، غير راضٍ عن فشل بيادقه، يتعهد باستعادة أحجار إنفينيتي بنفسه.

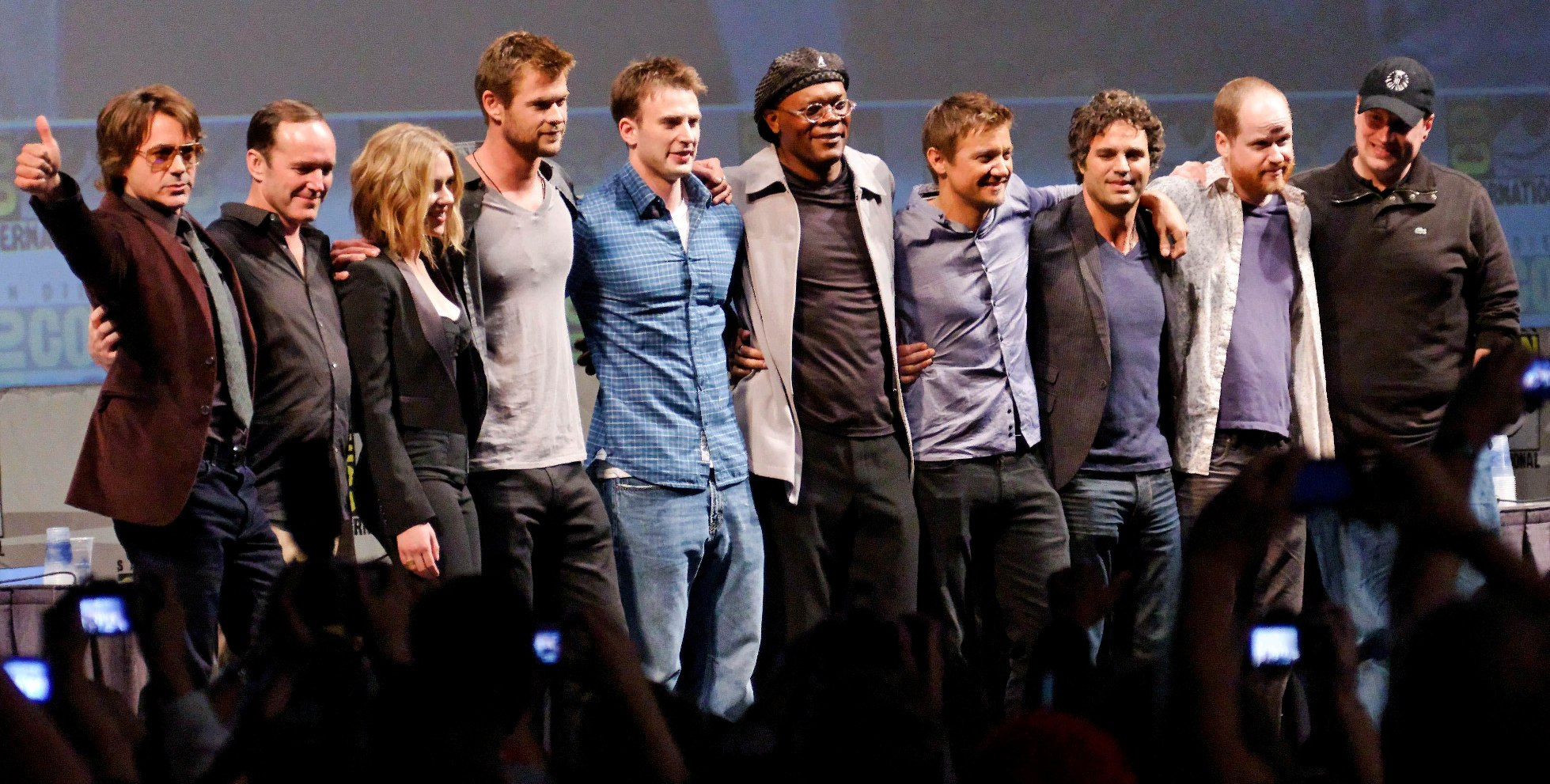
المنتقمون طاقم التمثيل

## طاقم التمثيل

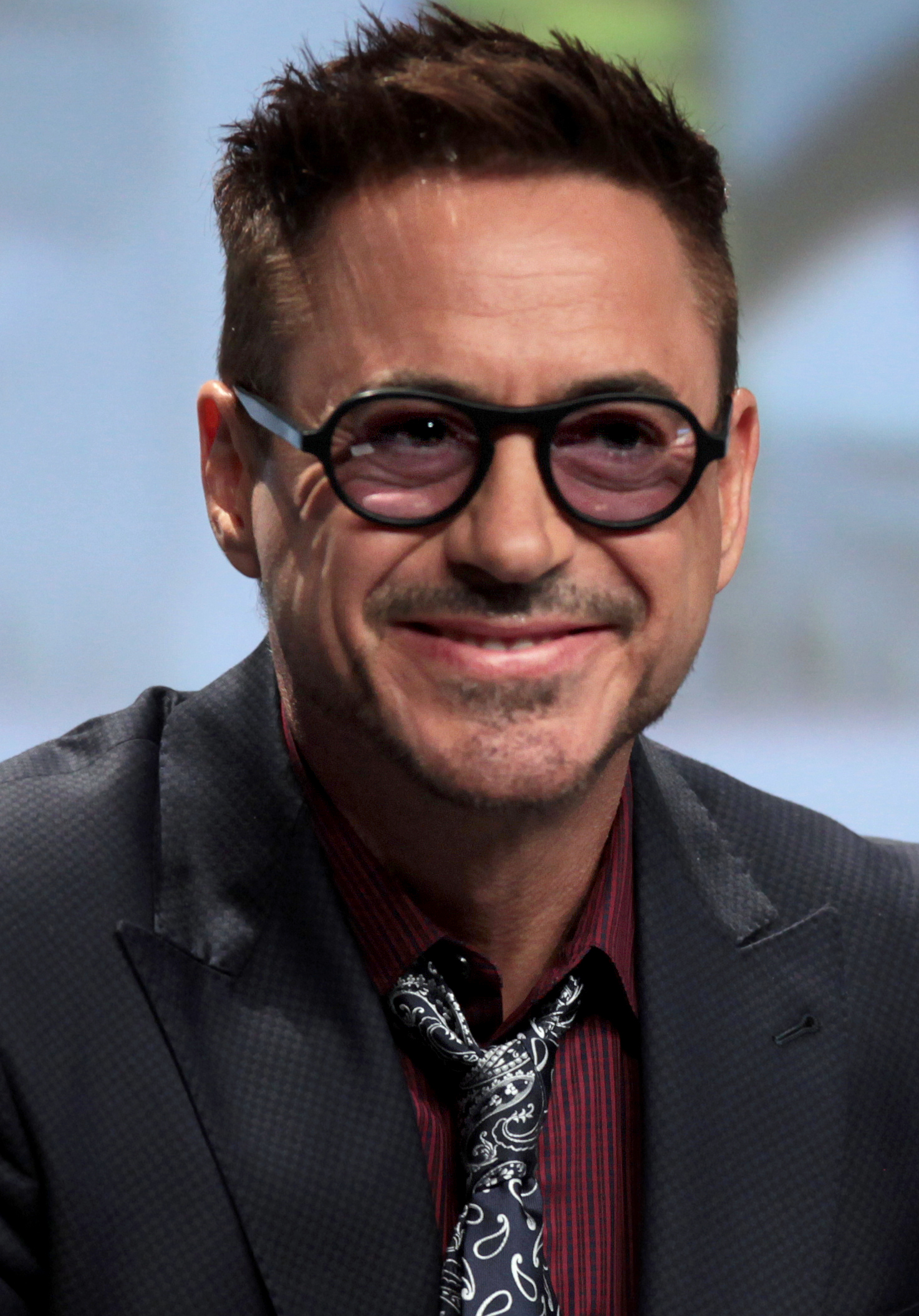
روبرت داوني جونيور في دور الرجل الحديدي
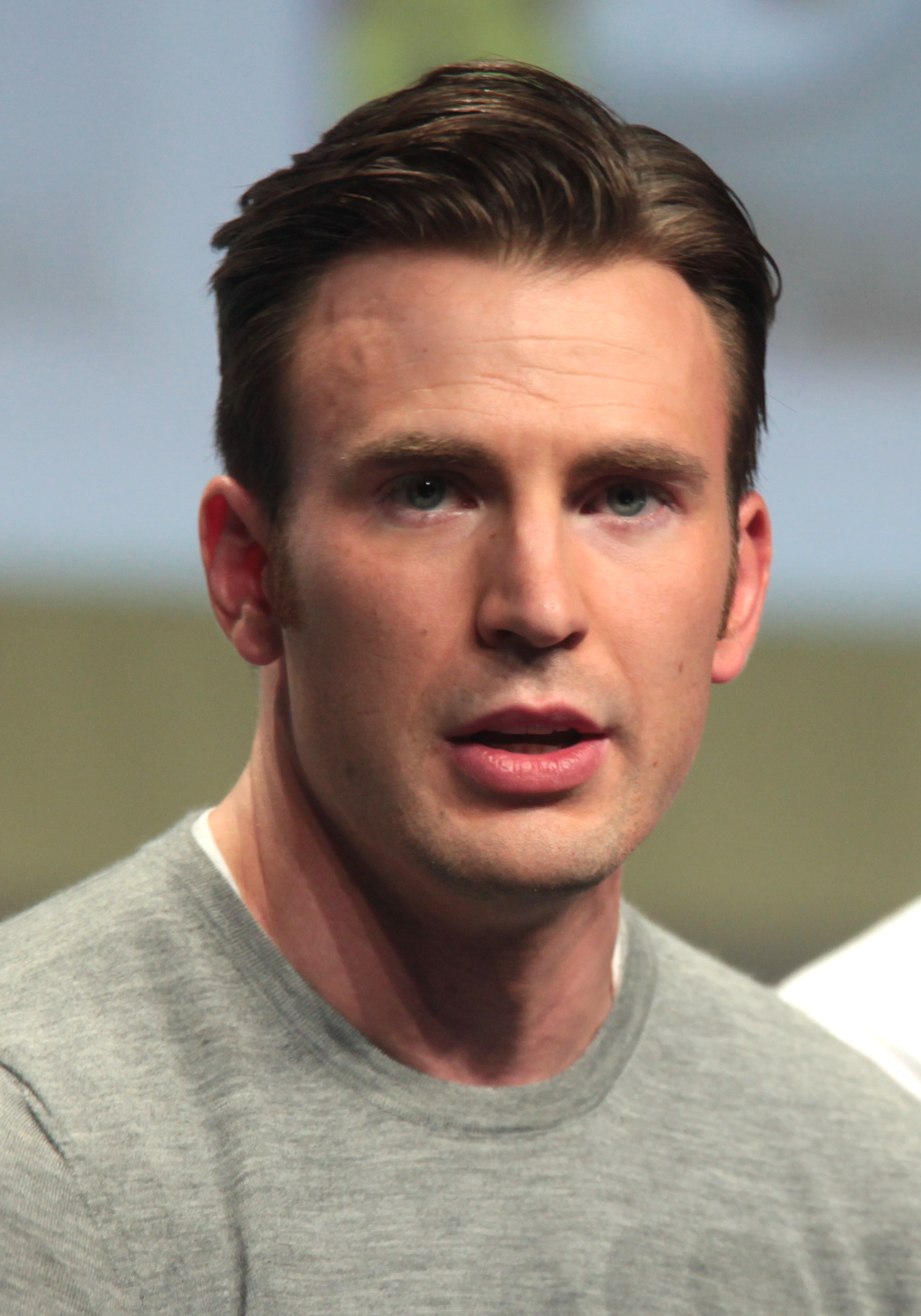
كريس إفانس في دور كابتين اميريكا
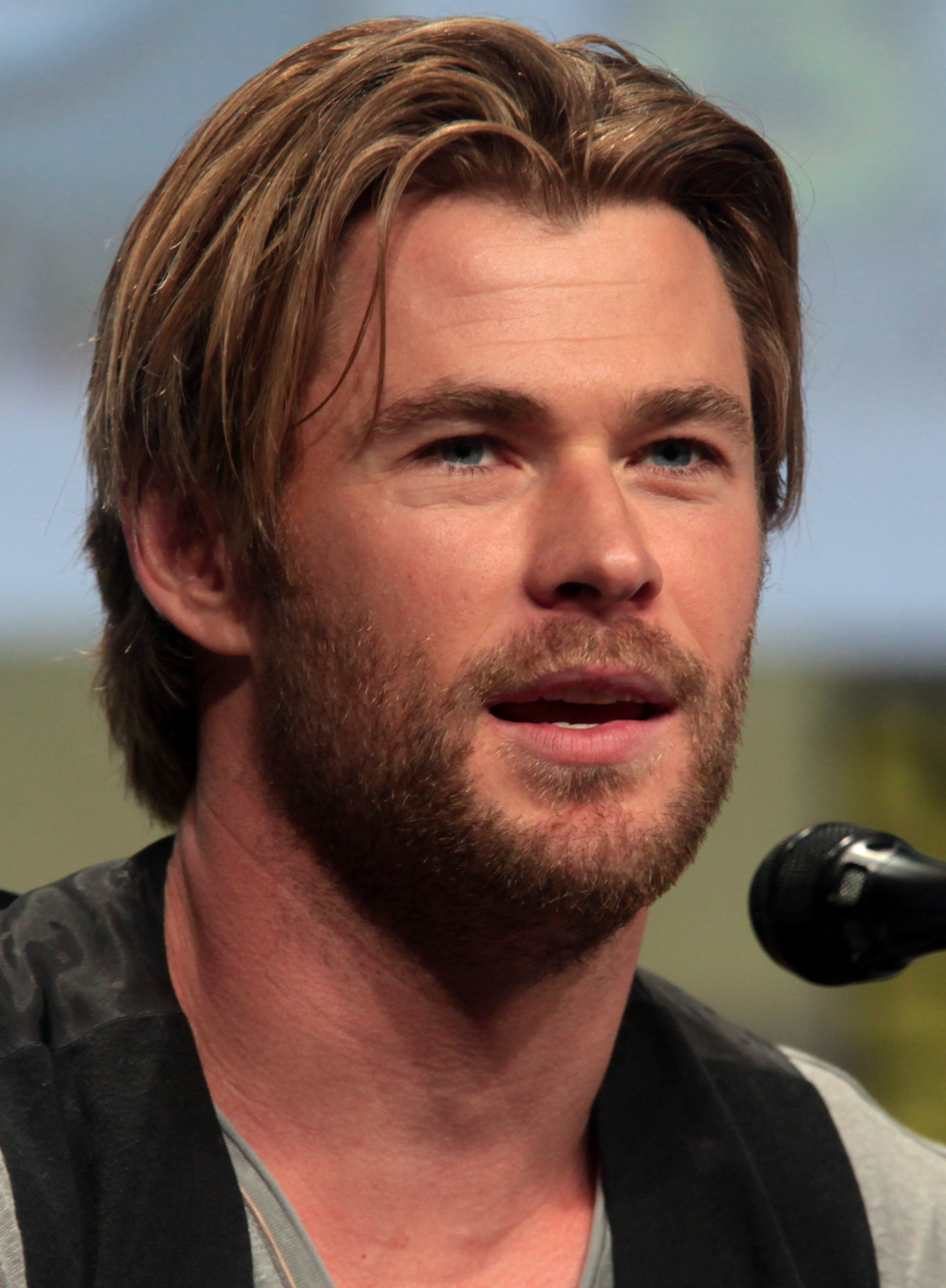
كريس هامسويرت في دور ثور
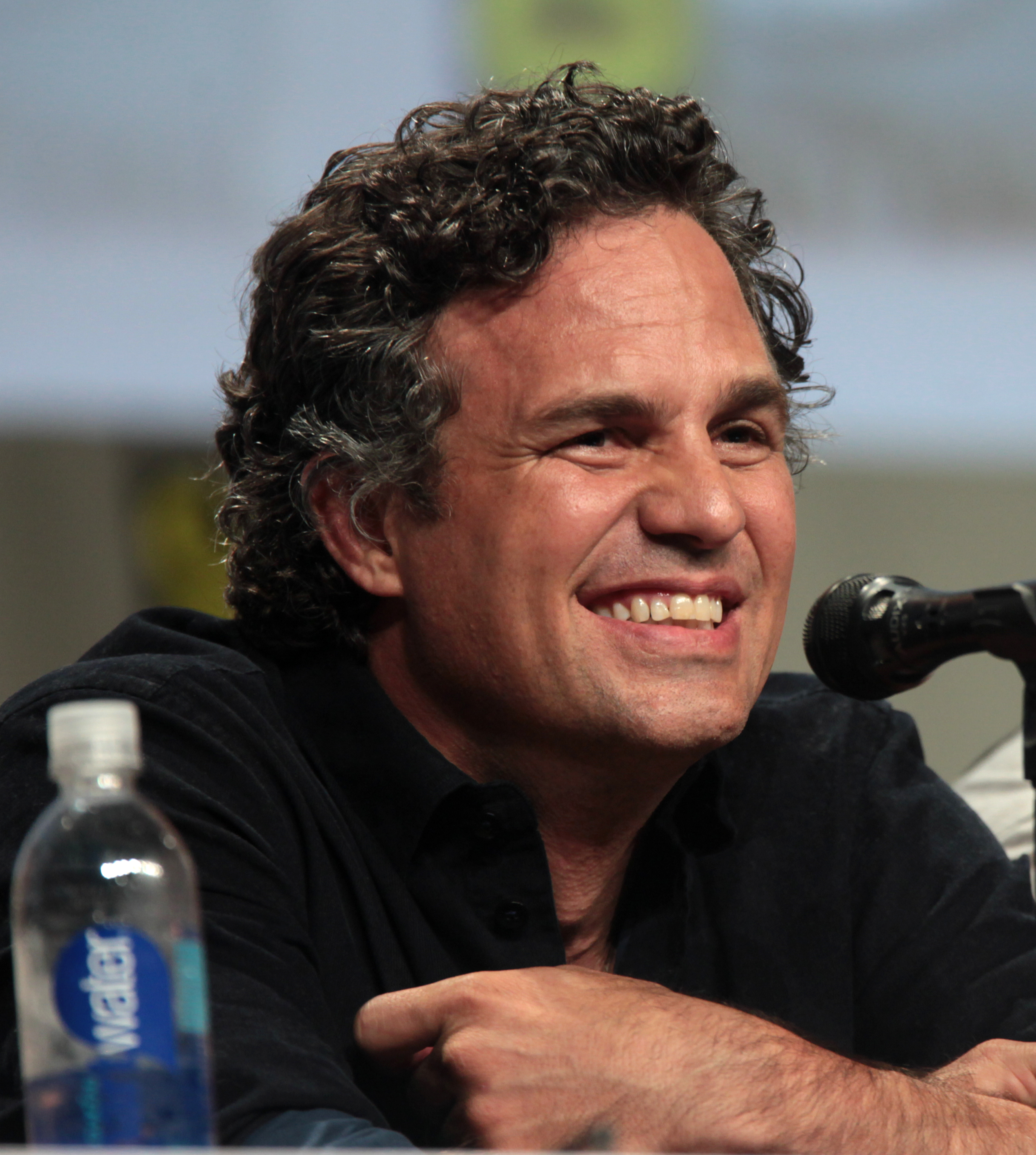
مارك روفالو في دور هالك
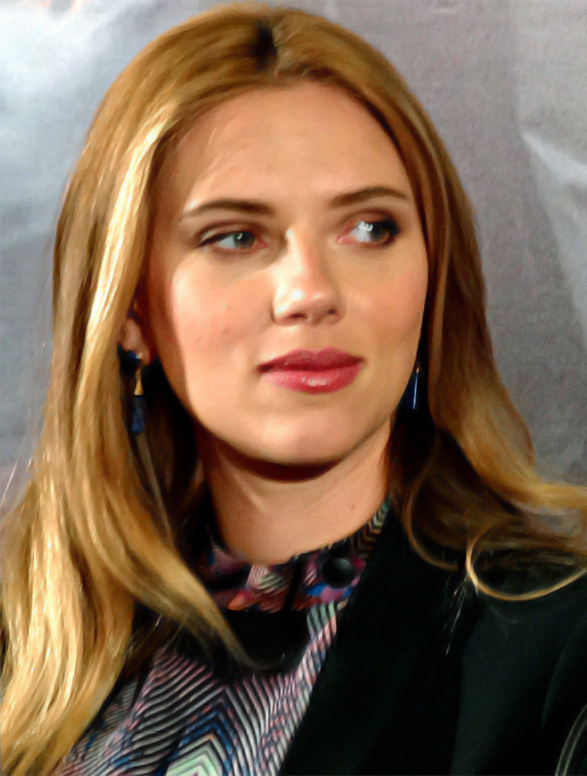
سكارليت جوهانسون في دور ناتاشا رومانوف
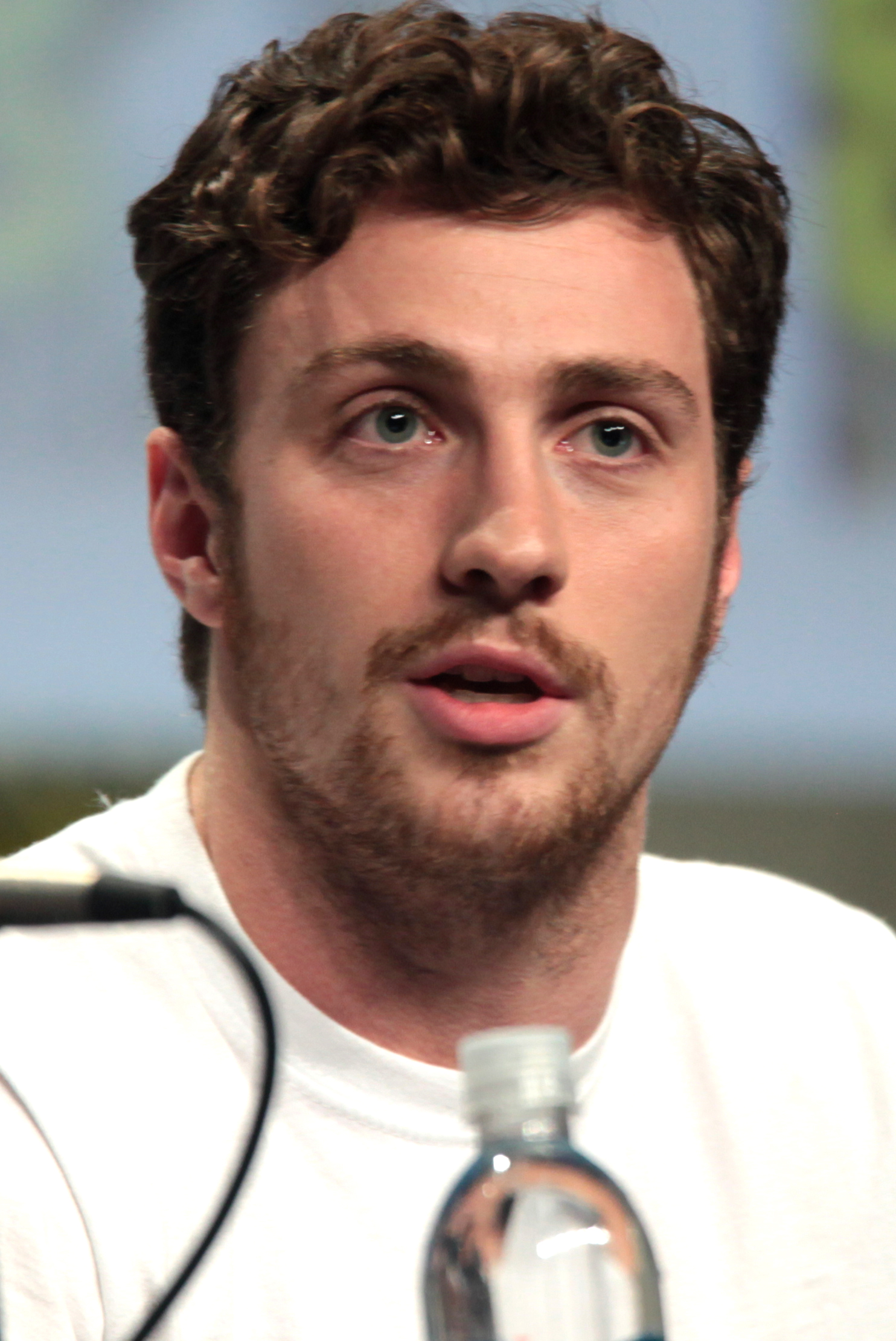
آرون تايلور جونسون في دور  بيترو ماكسيموف
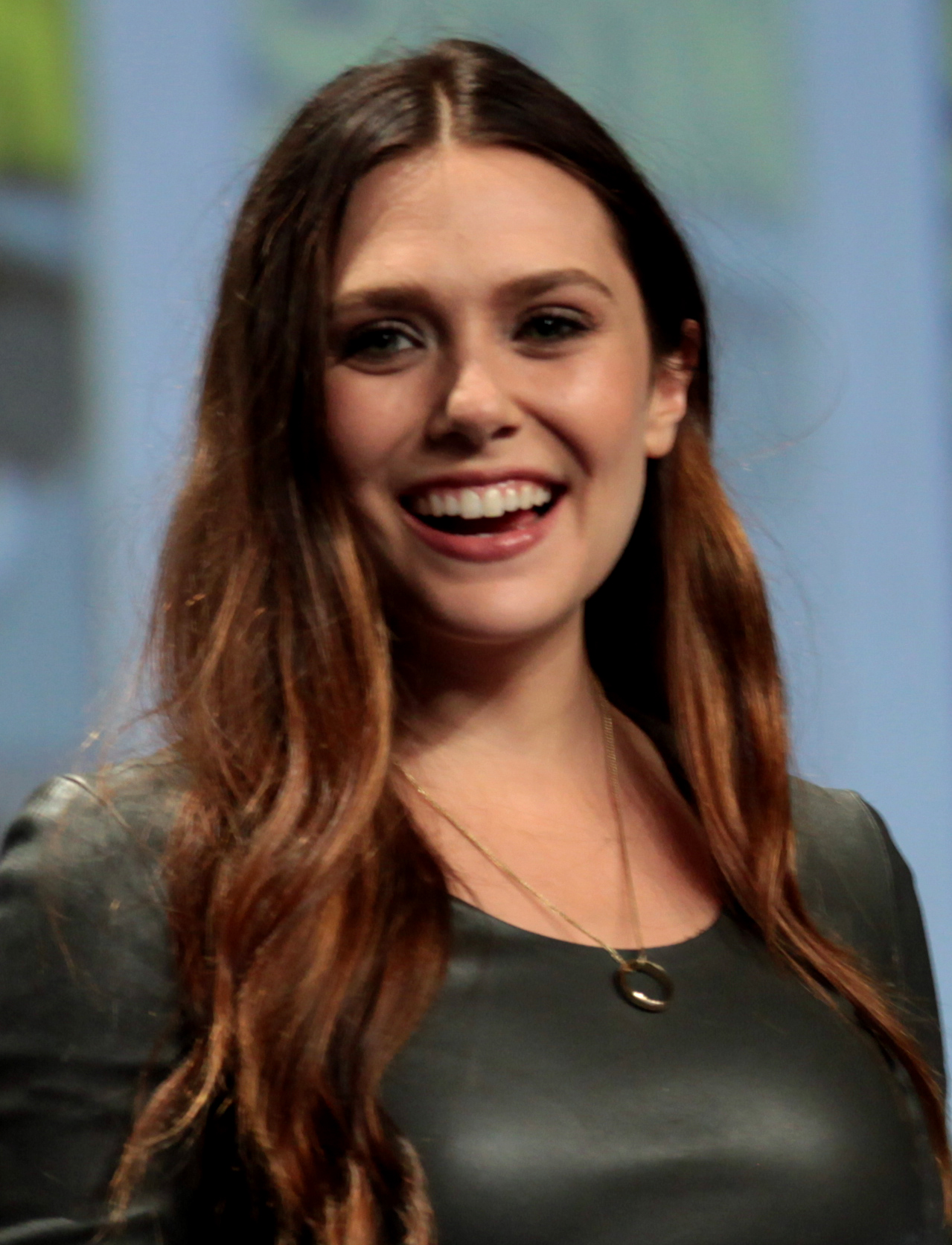
إليزابيث أولسن في دور واندا ماكسيموف
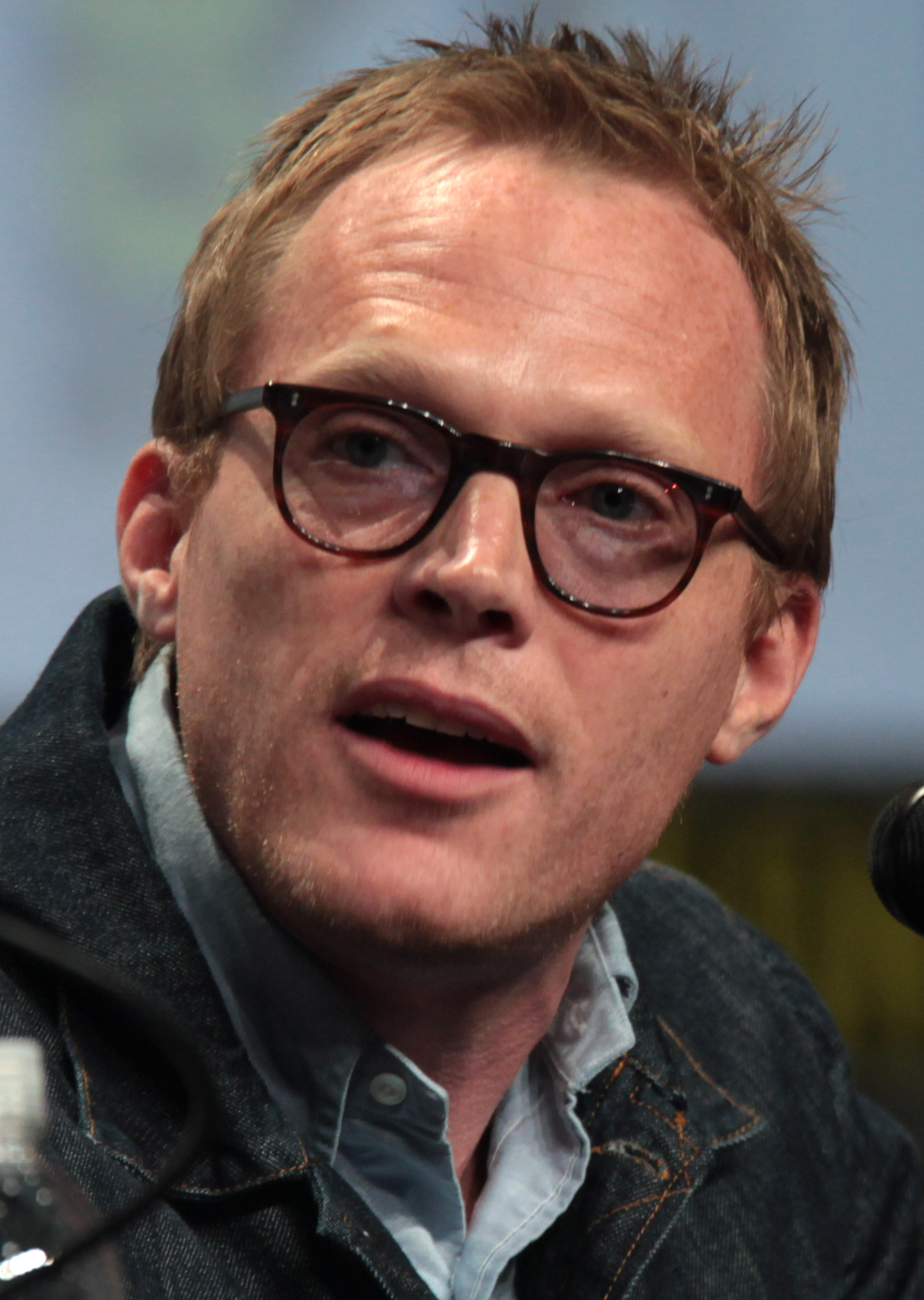
بول بيتاني في دور فيجن / جارفيس
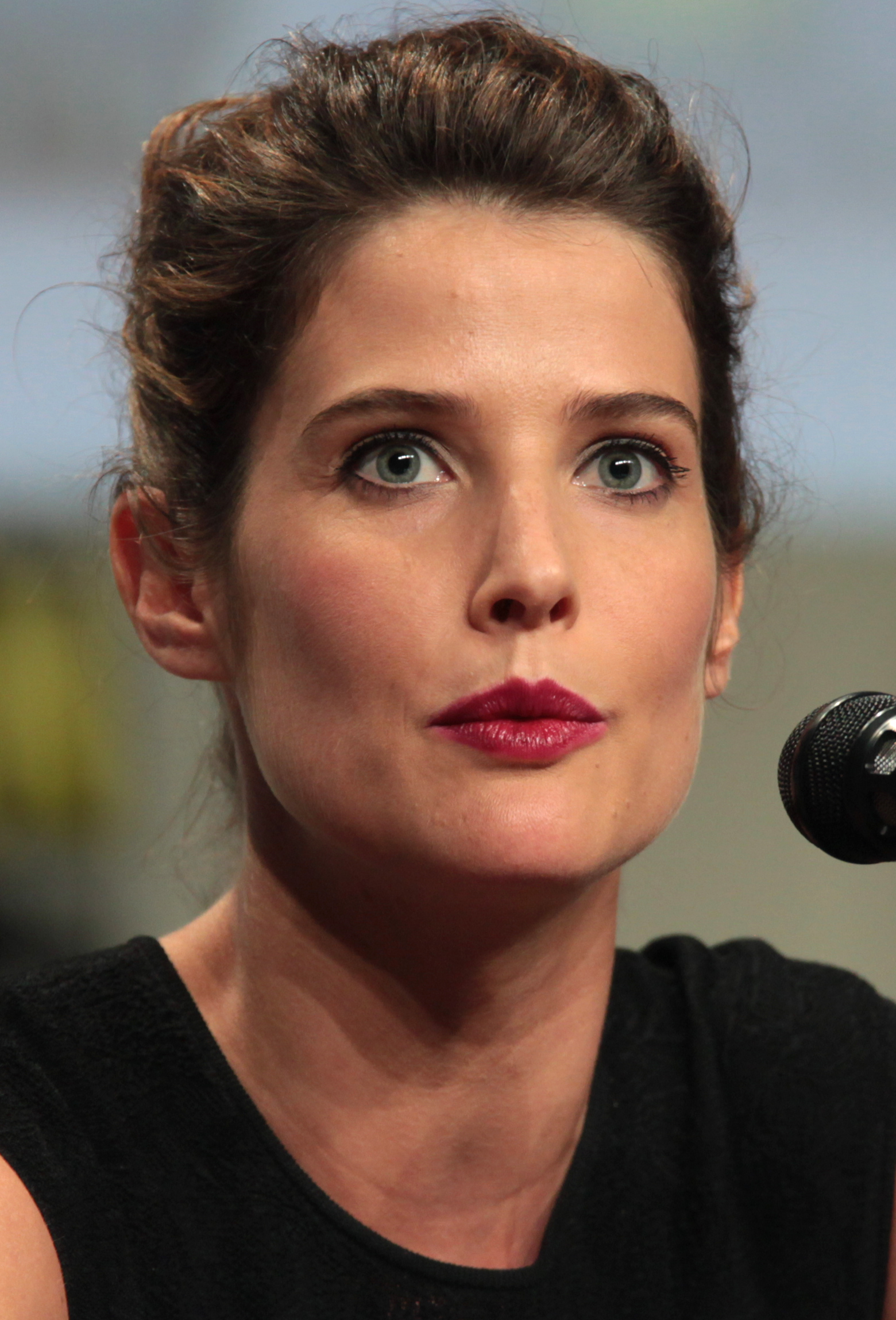
كوبي سميلدير  فو دور ماريا هيل

- روبرت داوني جونير بدور «توني ستارك / آيرون مان»
- كريس هيمسوورث بدور «ثور»
- مارك رافالو بدور «بروس بانر / هولك»
- كريس إيفانز بدور «ستيف روجرز / كابتن أمريكا"»
- سكارليت جوهانسون بدور «ناتاشا رومانوف/الأرملة السوداء»
- جيرمي رينر بدور «كلينت بارتون/عين الصقر»
- دون شيدل بدور «جيمس رودس (رودي)»
- صامويل جاكسون بدور «نيك فيوري»
- آرون جونسن بدور «بيترو ماكسيموف / كويكسلفر»
- إليزابيث أولسن بدور «واندا ماكسويف/سكارليت ويتش»
- بول بيتاني بدور «جارفيس / فيجن»
- كوبي سمولدرز بدور «ماريا هيل»
- انتوني ماكي بدور «سام ويلسون / فالكون»
- هايلي أتويل بدور «بيغي كارتر»
- إدريس إلبا بدور «هيمديل»
- جيمس سبيدر بدور «ألترون»

## إنتاج

### التطوير
في أكتوبر 2011، قال كيفن فيجي، رئيس مارفل ستوديوز، إن الاستوديو بدأ في النظر إلى أفلام المرحلة الثانية، والتي ستبدأ مع آيرون مان 3 وستتوج بفيلم المنتقمون الثاني. في آذار (مارس) 2012، صرح جوس ويدن، مخرج الفيلم الأول، أنه يريد أن تكون التكملة أكثر شخصية وأكثر إيلاما. من خلال القيام بالشيء التالي الذي يجب أن يحدث لهذه الشخصيات، وليس مجرد إعادة صياغة لما يبدو أنه يعمل في المرة الأولى. من خلال امتلاك موضوع جديد تمامًا وعضوي لنفسه. على الرغم من أن إنتاج الفيلم أصبح أوسع نطاقًا بشكل متزايد، أكد فيغر أن هذا لم يكن نيتهم، ودائمًا ما يتطلعون لمعرفة أين أراد الفريق أخذ الشخصيات، وكيفية جعلها أكبر من للمنتقمون.
في العرض الأول لفيلم المنتقمون، قال فيغر إن لدى الاستوديو خيار عودة جوس ويدن كمخرج. في مايو 2012، بعد الإصدار الناجح للفيلم الأول، أعلن الرئيس التنفيذي لشركة ديزني، بوب إيجر، أن هناك تكملة قيد التطوير. كان معظم أعضاء فريق التمثيل في الفيلم متعاقدين للظهور في التكملة؛ ومع ذلك، لم يكن روبرت داوني جونيور كذلك، حيث انتهت مدة اتفاقه مع مارفل ستوديوز بعد آيرون مان 3.
في عام 2012 في مهرجان سان دييجو كوميك كون إنترناشونال، قال ويدون إنه متردد بشأن الإخراج. ومع ذلك، في أغسطس 2012، أعلن ايجر أن جوس ويدن سيعود لكتابة وتوجيه التكملة وتطوير المسلسل التلفزيوني مارفل، عملاء شيلد، لصالح أيه بي سي. في وقت لاحق من هذا الشهر، حددت ديزني 1 مايو 2015، كتاريخ الإصدار. عندما سئل ويدن عن قراره بالعودة، قال: «أفنجرز 2، لم يكن قرارًا صعبًا. فكرت لفترة طويلة،» حسنًا، لن يحدث هذا «. ثم عندما بدأت بالفعل في التفكير في الأمر، أصبح من الواضح أنني كنت أرغب بشدة في قول المزيد عن هذه الشخصيات، كان من السهل أن تكون» لا«وكانت» نعم«سهلة بشكل مذهل. لم تكن هناك مصارعة». قال ويدن إنهم يعتزمون ألا يكون إنتاج الفيلم متسرعًا مثل الفيلم الأول.
في ديسمبر 2012، صرح ويدن أنه أكمل مخططًا للفيلم. في فبراير 2013، في مهرجان جيمسون دبلن السينمائي الدولي، قال ويدن إن الموت سيلعب دورًا في التكملة، وفي مارس، قال إنه يتطلع إلى فيلم الإمبراطورية تعيد الضربات (1980) والعراب: الجزء الثاني (1974) كمصدر إلهام.
كشفت فيغر أن الكابتن مارفل، التي لعبت دور البطولة في الفيلم الخاص بها كابتن مارفل (فيلم) في عام 2019، ظهرت في مسودة أولية للسيناريو، ولكن تمت إزالتها لأن الشخصية لم يتم تمثيلها بعد، قائلة "لم أشعر أن الوقت مناسب. نحن لم ترغب في تعريفها بالطائرة المكتملة التكوين في زي قبل أن تعرف من تكون أو كيف أصبحت. ذهب ويدن إلى حد تصوير لوحات المؤثرات البصرية للكابتن مارفل ليطير إلى مقر المنتقمون في نهاية الفيلم تم إعادة استخدام تلك اللقطات مع الساحرة الحمراء بدلاً من ذلك. وكشف فيغر أيضًا أن مسودة أولية للسيناريو اكتشفت هالك كوينجيت بالقرب من زحل في نهاية الفيلم، ولكن تقرر أخيرًا إبقائها قائمة على الأرض وترك مصيره غامضًا من أجل تبديد الشائعات بأن فيلمًا يستند إلى كانت القصة المصورة "كوكب الهيكل" قيد التطوير، ولم يكن لدى مارفل ستوديوز أي خطط للتكيف معها في ذلك الوقت. قررت مارفل لاحقًا تكييف "كوكب الهيكل" لفيلم ثور: راجناروك، والذي ينتهي فيه هالك بمغادرة الأرض. ما قبل الإنتاج.

### ما قبل الإنتاج
بحلول أبريل 2013 ، كان من المقرر أن يبدأ التصوير في أوائل عام 2014 في استوديوهات شيبرتون في إنجلترا. في العرض الأول لفيلم آيرون مان 3 في هوليوود، قال ويدون إنه أكمل مسودة السيناريو، وبدأ عملية القصة المصورة، والتقى بالممثلين. وذكر ويدن أيضًا أنه كتب مع وضع داوني في الاعتبار  شرح ويدن أسبابه المنطقية لإدراج الشخصيات في الفيلم قائلاً «إن قواهم مثيرة جدًا للاهتمام بصريًا. إحدى المشكلات التي واجهتها في المشكلة الأولى هي أن الجميع يتمتعون أساسًا بقدرات قوية كويك سيلفر يتمتع بسرعة فائقة. الساحرة الحمراء يمكن أن تنسج التعاويذ ويمكنها استعمال التحريك الذهني، ادخل إلى رأسك. هناك أشياء جيدة يمكنهم القيام بها تساعد نوعًا ما على إبقائه طازجًا»  على الرغم من تحذيره من عدم إلقاء المزيد من الشخصيات من أجل القيام بذلك. صرح ويدن أن التوأم سمحا له بإضافة المزيد من الصراع: «إنهم لا يحبون أمريكا، ولا يحبون المنتقمين ... المنتقمون مثل قوة عالمية، ولكن ليس من المقبول لدى الجميع أن يكون الجميع على متن الطائرة ثم يدخل المنتقمون وتبدأ المعارك، حتى باسم العدالة. لذلك أنت بحاجة إلى هذا الصوت المخالف، وتحتاج إلى فهمه والتعاطف معه». لأن مارفل ستوديوز شاركت حقوق الفيلم مع كويك سيلفر والساحرة الحمراء مع توينتيث سينشوري فوكس وكان يجب تجنب تعارض مع أفلام إكس مان (سلسلة أفلام)، قدم ويدن شخصيتين مهمتين إلى مارفل ستوديوز تمامًا وفقًا لشروطه لأول مرة، مما سمح له بربط قصصهم الأصلية بالكون الذي أنشأوه وتجنب مفهوم المسوخ. استمتع ويدن بفرص سرد القصص من خلال تقديم شخصية ذات قوى توارد خواطر، موضحًا «هذا يعني أنه يمكننا قضاء بعض الوقت داخل رؤوس المنتقمين - إما ماضيهم أو انطباعاتهم عما يحدث، أو مخاوفهم». بحلول شهر مايو، دخل داوني في مفاوضات لتمديد عقده مع مارفل ستوديوز وإعادة تمثيل دوره كآيرون مان في الفيلم. بعد شهر، وقَّع داوني على العودة لتكملة المنتقمون التي لم تكن لديها عنوان آنذاك، بالإضافة إلى فيلم ثالث من سلسلة المنتقمون.

### التصوير
بدأ التصوير يوم الثلاثاء، 11 فبراير 2014، في جوهانسبرج، جنوب أفريقيا، بعد أن تم تأجيله يوم الاثنين. قامت طواقم الوحدة الثانية بتصوير تسلسلات الحركة بدون طاقم التمثيل الرئيسي، لاستخدامها كلوحات خلفية للمشاهد التي تصور الهيكل، في منطقة الأعمال المركزية في جوهانسبرج لمدة أسبوعين. بحلول منتصف مارس، بدأ التصوير الفوتوغرافي الرئيسي في استوديوهات شيبرتون بالقرب من لندن وكان من المقرر تصويره هناك لمدة أربعة أشهر على الأقل، تحت عنوان العمل أفتر بارتي (بعد الحفلة). سمح التصوير في شيبيرتون بالإضافة إلى مواقع أخرى في إنجلترا لـجوس ويدن بالحصول على «عدد كبير من الأشكال والحالات المزاجية المختلفة» لإعطاء الفيلم لوحة جمالية جديدة ومختلفة عن السابق. قام مصمم الإنتاج تشارلز وود ببناء مجموعة ضخمة وجديدة من برج المنتقمين، وهي واحدة من أكبر المجموعات التي تم بناؤها على الإطلاق في عالم مارفل السينمائي. تضمنت المجموعة بيئات ومستويات متعددة ومتصلة. في 22 مارس، انتقل الإنتاج إلى فورت بارد بإيطاليا واستمر في منطقة وادي أوستا حتى 28 مارس. تم تصور المنطقة على أنها الدولة الخيالية في أوروبا الشرقية سوكوفيا، مع أطقم استبدلت واجهات المحلات المحلية بالنص السيريلي. بدأ التصوير في كوريا الجنوبية في 30 مارس على جسر مابو، واستمر حتى 14 أبريل في مواقع مختلفة في سيول. أثناء تواجده في سيول، كان الإنتاج قادرًا على إرفاق كاميرات بطائرات بدون طيار وسيارات السباق للحصول على زوايا تصوير ولقطات فريدة. كانت جزيرة اصطناعية على نهر هان تُعرف باسم «سابيت دانغدانغسوم» بمثابة المقر الرئيسي لمعهد تكنولوجيا المعلومات الذي ظهر في الفيلم. تم تصوير المشاهد التي تتضمن هجوم ألترون على أجزاء من المدينة في منطقة جانجنام.
في أبريل، بدأ التصوير في هاولي وودز في هامبشاير، إنجلترا، وهايلي أتويل، التي لعبت دور بيغي كارتر في أفلام عالم مارفل السينمائي السابقة، صورت مشاهد داخل قاعة ريفولي في لندن بينما تم قيام بإضافات على أداء هايلي أتويل. في شهر يونيو من ذلك العام، تم تصوير المشاهد في جامعة إيست أنجليا في نورويتش وفي قلعة دوفر في كنت، مع استخدام قلعة دوفر في اللقطات الداخلية لقاعدة هيدرا ستروكر في سوكوفيا. في الشهر التالي، تم التصوير في منشأة تدريب لخدمة شرطة العاصمة بلندن، والتي تم تصورها على أنها مدينة في سوكوفيا. تم تصوير لقطات إضافية في شيتاغونغ، بنغلاديش، بما في ذلك ساحة تكسير السفن في شيتاغونغ، وفي ولاية نيويورك. في 6 أغسطس، أعلن ويدون على وسائل التواصل الاجتماعي أنه أكمل التصوير الفوتوغرافي الرئيسي لفيلم المنتقمون: عصر ألترون. أنفقت ديزني 330.6 مليون دولار على هذا الفيلم من فبراير 2013 إلى نوفمبر 2014، ولكن 50.7 مليون دولار تم تعويضها من خلال مدفوعات من هيئة الضرائب في المملكة المتحدة. تقرير عن تكاليف الإنتاج الفعلية للأفلام من موقع فيلم أل. آي، أشارت إلى ميزانية إجمالية قدرها 444 مليون دولار، بصافي 365 مليون دولار لشركة لفيلم المنتقمون: عصر ألترون. وهذا يجعل الفيلم ثاني أغلى فيلم على الإطلاق.
قام المصور السينمائي بن ديفيس، الذي عمل أيضًا مع مارفال في فيلم حراس المجرة، بتصوير الفيلم بوحدة رئيسية من ثلاث كاميرات آري أليكسا. قال ديفيس: "على الرغم من أن أليكسا كانت الكاميرا المفضلة لدى مارفال، إلا أننا لم نكن محبوسين في هذا الاختيار منذ البداية. ما لم يكن قابلاً للتفاوض هو حقيقة أننا كنا نصور رقميًا: هكذا تصور مارفال جميع أفلامها". استخدم ديفيس أيضًا كاميرات بوكيت سينما من صنع شركة بلاك ماجيك ديزاين لتلبية احتياجات مجموعة الوحدة الثانية، موضحًا "تحتاج الوحدة الثانية عادةً إلى أسطول من الكاميرات الأصغر حجمًا والتي تكون أقل تكلفة ومتينة بما يكفي للتعامل مع التجارب المختلفة بالنار، وهو ماحدث، حول نظام الكاميرا، ذكر ويدون أن هذا الفيلم تم تصويره بشكل مختلف تمامًا عن الفيلم الأول؛ باستخدام العديد من العدسات الطويلة، وأنه كان يهدف إلى تصوير الفيلم تقريبًا كفيلم وثائقي. لإنشاء مشاهد تصور كيف يرى كويك سيلفر العالم، تم تصوير المشاهد بكاميرا فائقة السرعة ثم دمجها لاحقًا مع لقطات لتايلور جونسون تتحرك في نفس المشهد بالسرعة العادية.

### مرحلة ما بعد الإنتاج
في يونيو 2014، أعلنت شركة آيماكس أنه سيتم تحويل إصدار آيماكس للفيلم إلى آيماكس ذو فضاء ثلاثي الأبعاد. بعد الانتهاء من التصوير الرئيسي، تم الكشف عن العديد من أعضاء فريق التمثيل بما في ذلك ستيلان سكارسغارد وأنتوني ماكي وإدريس إلبا وتوم هيدلستون، وإعادة تأدية أدوارهم من أفلام عالم مارفل السينمائي السابقة. ومع ذلك، فإن مشاهد هيدلستون لم تظهر في المقطع المسرحي للفيلم، حيث قال جوس ويدن أن ما تم تصويره «لم يتم تشغيله» ولا يريد أن يشعر الفيلم بأنه «مكتظ». وفقًا لـ هيدلستون، «في عروض الاختبار، بالغ الجمهور في التأكيد على دور لوكي، لذلك اعتقدوا أنه لأنني كنت فيه، كنت أتحكم في ألترون، وكان في الواقع يؤدي إلى عدم توازن توقعات الناس». أوضح ويدن لاحقًا أن إلبا وأتويل يظهران في الفيلم بسبب استكشاف نفسية المنتقمين بسبب قوة التخاطر التي تملكها الساحرة الحمراء. في ديسمبر 2014، تم الكشف عن أن كيم سيلعب دور الدكتور هيلين تشو. كان من المقرر تصوير مشاهد إضافية في يناير 2015 في استوديوهات باينوود. في فبراير 2015، أكدت مارفل ستوديوز من خلال المواد الترويجية أن أندي سركيس سيلعب دور أوليسيس كلاو في الفيلم. في أوائل أبريل 2015، تم التأكيد على أن ليندا كارديليني وجولي ديلبي جزء من طاقم الفيلم. في الوقت نفسه، ذكر ويدن أن الفيلم لن يحتوي على مشهد ما بعد الاعتمادات، والذي أصبح مألوفًا لأفلام عالم مارفل السينمائي. حاول ويدن ابتكار مشهد ما بعد الائتمان لكنه شعر أنه لا يستطيع أن يتفوق على «مشهد الشاورما» في المنتقمون، موضحًا، «لا يبدو أنه يصلح بنفس الطريقة، وأردنا أن نكون صادقين مع ما بدا صحيحًا. القاعدة الأولى لعمل تكملة هي أخذ أفضل اللحظات والقيام بشيء آخر. لا تفعل خدعة سلاح إنديانا جونز مرة أخرى بشكل مختلف. فقط اذهب إلى مكان آخر. لا تحاول الوصول إلى نفس المستويات المرتفعة، لأن الناس سيشعرون بذلك». ومع ذلك، أوضح كيفن فيج «ستكون هناك علامة [بعد وقت قصير من بدء الاعتمادات]. ولكن ليس هناك مشهد لما بعد الاعتمادات».
يحتوي الفيلم على 3000 لقطة بها مؤثرات بصرية، أكملته عشرة استوديوهات مؤثرات بصرية مختلفة، بما في ذلك إندستريال لايت آند ماجيك وتريكستر ودابل نيغاتيف وأنيمال لوجيك وفراميستور وشركة لولا للمؤثرات البصرية وتيريتوري استيديو وبرسابشين وميتود استديوز ولوما بيكتشرز وثيرد فلور. افتتحت إندستريال لايت آند ماجيك منشأة في لندن، مستشهدة بـ المنتقمون: عصر ألترون كمحفز للتوسع، وطوّرت نظام التقاط الحركة الجديد للفيلم المسمى ميوز، والذي يمكنه التقاط أداء الممثل بشكل أفضل والجمع بين اللقطات المختلفة. حول عملية التقاط الحركة، أطلق عليها روفالو «المزيد من التعاون» بفضل التقدم التكنولوجي، كما «يمكن الآن تجميع التقاط الوجه والتقاط الحركة معًا، [مما يتيح لك] الحصول على مزيد من خطوط العرض كممثل… لم تعد مقيدًا بالسمات التي لديك كشخص: عمرك، أو وزنك، أو حجمك. لم يعد أي من ذلك مهمًا. وبالتالي، هناك هذا المكان المثير الذي يجب أن تذهب إليه وهو نوع غير معروف». قال كريستوفر تاونسند، المشرف على المؤثرات البصرية، إن فريق التأثيرات المرئية عمل على تصوير هولك عندما تم التلاعب به من قبل واندا ماكسيموف على أنه ذو بشرة رمادية بعيون حمراء، لكنهم قرروا في النهاية رفضه، لأنهم لا يريدون إرباك الجماهير التي قد تربطه مع «جو فيكسيت»، هولك الرمادي من القصص المصورة.

## التسويق

### الترويج
في عام 2013 في سان دييغو كومك كون إنترناشونال، قدم جوس ويدن مقطع دعائي للفيلم، والذي تضمن نظرة على خوذة ألترون وتتطرَّق إلى العنوان. تم توفير لقطات تحتوي على روح الدعابة، بالإضافة إلى مقابلة قصيرة مع ويدن، كجزء من المقاطع الثانوية في إصدار آيرون مان 3 في نسخة بلو راي في 24 سبتمبر 2013. في 18 مارس 2014، بثت قناة أيه بي سي عرضًا تلفزيونيًا خاصًا مدته ساعة واحدة بعنوان استوديوهات مارفال: تجميع الكون، والذي تضمن نظرة خاطفة على المنتقمون: عصر ألترون. القوى الخاصة التي يتمتع بها لـ كويك سيلفر والساحرة الحمراء، بالإضافة إلى قوى هولك الذي يقاتل ببدلة الرجل الحديدي. تعاونت هارلي-ديفيدسون مع مارفال لتقديم أول دراجة نارية كهربائية، مشروع لايف-واير، لتستخدمها الأرملة السوداء في الفيلم. كما هو الحال مع الأفلام السابقة، قدمت أودي العديد من المركبات لعصر ألترون والإعلانات التجارية التي تروج لهذه المركبات. في عام 2014 في سان دييغو كومك كون إنترناشونال، تم تقديم فريق العمل للترويج للفيلم، إلى جانب عرض لقطات من الفيلم. المنتقمون: عصر ألترون تلقى ثاني أكثر تفاعلات على وسائل التواصل الاجتماعي في المؤتمر، بعد باتمان ضد سوبرمان: فجر العدالة، ولكن كان لديه استجابة أعلى من حيث النية في الرؤية.
كان من المقرر عرض المقطع الدعائي الأول أثناء بث حلقة من مسلسل عملاء شيلد. في 28 أكتوبر 2014. ومع ذلك، في 22 أكتوبر، تم تسريب المقطع الدعائي عبر الإنترنت، وفي غضون ساعات قليلة أصدرت مارفال المقطع الدعائي رسميًا على موقع يوتيوب. قيَّمت كل من إنترتينمنت ويكلي وهوليوود ريبورتر الاستخدام الفعال لأغنية "ليس لدي أي قيود" من بينوكيو (1940) في المقطع الدعائي. شعر سكوت مندلسون من مجلة فوربس بأن المقطع الدعائي كان مثل مقطع دعائي لكتاب مدرسي "تكملة مظلمة" تَحُدُّهُ محاكاة ساخرة" لكنه قال "إنها قطعة تسويقية مذهلة للغاية، ترتقي بنفسها من خلال اختيارات الموسيقى وأداء جيمس سبيدر لصوت الشرير الرئيسي". حصل المقطع الدعائي على 34.3 مليون مشاهدة عالمية في 24 ساعة، 26.2 مليون من قناة مارفال على موقع يوتيوب، والتي حطمت الرقم القياسي السابق الذي سجله آيرون مان 3 بـ 23.14 مليون مشاهدة. وبالمقارنة، حصل فيلم المنتقمون الأصلي التشويقي على 20.4 مليون مشاهدة في غضون 24 ساعة بعد ظهوره لأول مرة. رداً على ذلك، وافقت مارفال على بث لقطات من المنتقمون: عصر ألترون خلال حلقة من مسلسل عملاء شيلد. كان من المقرر أصلاً أن يتم عرض المقطع الدعائي لأول مرة. في نهاية أكتوبر، صرح أكسل ألونسو، رئيس تحرير مارفل كومكس، بوجود خطط لقصص مصورة مرتبطة بالفيلم.
في نوفمبر 2014، بثت قناة أيه بي سي عرضًا تلفزيونيًا خاصًا آخر مدته ساعة واحدة بعنوان مارفل 75 عامًا: من اللب إلى البوب، والذي أظهر ما وراء الكواليس في فيلم المنتقمون: عصر ألترون. أيضًا في نوفمبر، ظهر مقطع دعائي ممتد لأول مرة على قناة سامسونج للاتصالات على موقع يوتيوب، والذي يظهر موضع المنتج للعديد من أجهزة سامسونج. في ديسمبر 2014، تم إصدار لقطات إضافية من وراء الكواليس كميزة خاصة على فيلم حراس المجرة في إصدار بلو راي، لتسليط الضوء على مواقع التصوير المختلفة للفيلم. في الشهر أيضًا، أعلنت أيه بي سي أن حلقة من مسلسل عملاء شيلد. سوف ترتبط بأحداث الفيلم. الحلقات «عَدُوُّ عَدُوِّي» و «نصف دزينة قذرة» تعرض «خيوط مؤامرة ونسيج ضام آخر يؤدي إلى المشهد الافتتاحي لفيلم المنتقمون: عصر ألترون» بينما يستكشف فيلم «جراح» تداعيات الفيلم.
في يناير 2015، تم عرض ميزة تركز على ألترون في فعالية لشركة سامسونج «ليلة مع مارفال» في معرض الإلكترونيات الاستهلاكية لعام 2015. في نفس المعرض أيضًا، كشفت سامسونج عن مجموعة مختارة من الأجهزة المستوحاة من أفلام المنتقمون، بالإضافة إلى محاكاة برج المنتقمين عبر جهاز الواقع الافتراضي سامسونغ غير في آر. تم عرض المقطع الدعائي الثاني لأول مرة على إي إس بي إن في 12 يناير 2015 أثناء بث الأدوار الإقصائية للبطولة الوطنية لكرة القدم الأمريكية الجامعية لعام 2015. استمتع مندلسون بالمقطع، لكنه تمنى ألا يكشف عن العديد من عناصر القصة كما فعل. ومع ذلك، أضاف «لقد كان التسويق حتى الآن [للفيلم] أفضل بكثير مما تم بيعه في فيلم المنتقمون قبل ثلاث سنوات، سواء من حيث اللقطات المحددة والاختيارات الفنية التي يتم إجراؤها ... لقد تم شرائي، وأتخيل أن معظم رواد السينما العامين هم أيضًا على متن الطائرة».
في 3 فبراير 2014، أصدرت مارفال «تسللًا» من ون شوت رقميًّا فقط معادلا للقصص المصورة، المنتقمون: عصر أولترون مقدمة - كان لهذا الصولجان جزيرة. كتبه ويل كورونا بيليغريم ورسم ويلنتون ألفيس الصور، ويكشف كيف استحوذ بارون ستروسكير على صولجان لوكي وأصل قدرات التوأم ماكسيموف. في نهاية الشهر تم الكشف عن الملصق الرسمي للفيلم. انتقد غرايم ماكميلان من هوليوود ريبورتر الفيلم لافتقاره إلى الأصالة، واصفا إياه بأنه «إلى حد كبير الملصق الأول لفيلم المنتقمون، باستثناء إضافة الروبوتات الطائرة في الخلفية» وتطرَّق إلى حقيقة أنه دمج العديد من نفس الاستعارات من ملصقات أفلام المرحلة الثانية لعالم مارفل السينمائي. ومن بين ذلك كون البطل أو الأبطال يحدقون نحو الكاميرا؛ الدمار في الخلفية وكذلك شيء يحدث في السماء؛ وفوتوشوب ضعيف على الملصق، مما يبرز حقيقة أنه من الواضح أن كل ممثل تم تصويره بشكل منفصل وتم تجميعهم لاحقًا معًا في الملصق. وافق مندلسون على العديد من ملاحظات ماكميلان، ووصف الملصق بأنه «تم استعمال الفوتوشوب بطريقة مرحة».
تم «فتح» المقطع الدعائي الأخير من قِبَل المعجبين في 4 مارس 2015، عبر استخدام الهاشتاج على موقع تويتر، قبل بثه لأول مرة خلال العرض الأول لمسلسل جريمة أمريكية في 5 مارس. شعر مندلسون أن «هذا [كان] مقطعًا دعائيًا أخيرًا رائعًا، يضايق ما نعرفه بالفعل، ويلمح إلى المقياس وعدد قليل من إيقاعات الحركة الجديدة دون إخبارنا بالكثير مما لا نعرفه بالفعل» مضيفًا «هنا لدينا المقطع الدعائي الرابع والأخير لفيلم المنتقمون: عصر ألترون ولا نعرف مع ذلك كثيرًا عما يحدث لحظة بلحظة في حتى الإصدار النهائي الذي يبلغ 150 دقيقة. لقد أعربت عن قلقي منذ أكتوبر من أن مارفال وديزني سيصدران الكثير جدًا من المقاطع وستعطي افتراضيًا الكثير من المعلومات عن الحبكة والشخصيات بين أكتوبر ومايو. ولكن إذا كان هذا هو المقطع الدعائي الأخير لـ المنتقمون 2، فعلى الأقل في المقطع، أبقوا الفيلم غير مُسرَّب نسبيًا.» أسبوع بعد ظهور المقطع الدعائي الأخير، كشفت مارفال أن المقطع الدعائي «حطم الأرقام القياسية» بأكثر من 35 مليون مشاهدة.
في أبريل 2015، قدم أعضاء فريق التمثيل روبرت داوني جونير مع جائزة إم تي في للأفلام - جائزة الجيل في حفل توزيع جوائز إم تي في للأفلام لعام 2015، إلى جانب ظهور مقطع حصري من الفيلم لأول مرة. في 27 أبريل، قرع داوني ورينر مع المديرين التنفيذيين من شركة مارفل إنترتينمنت الجرس الافتتاحي لبورصة نيويورك احتفالًا بالإصدار المسرحي للفيلم. أنفقت ديزني ما مجموعه 26.9 مليون دولار على الإعلانات التلفزيونية للفيلم، من إجمالي ميزانية التسويق المقدرة بـ 180 مليون دولار.

## الإصدار

### الإصدار المسرحي
عرض فيلم المنتقمون: عصر ألترون العرض العالمي الأول في مسرح دولبي في هوليوود في 13 أبريل 2015، وتم العرض الأول الأوروبي في 21 أبريل في فيو وست أند في لندن. تم إصدار الفيلم في 11 منطقة في 22 أبريل، حيث قفز إطلاقه إلى 55٪ من السوق الدولية (44 دولة) بنهاية أول عطلة نهاية أسبوع، قبل إطلاقه في 1 مايو في الولايات المتحدة، بفضاء ثلاثي الأبعاد وبتقنية آيماكس ثلاثي الأبعاد. في الولايات المتحدة، تم افتتاح الفيلم في 4276 مسرح، بما في ذلك 2761 مسرح ثلاثية الأبعاد و 364 بتقنية آيماكس و 400 بتنسيق كبير فاخر و 143 مسرح دي بوكس. قاطع العديد من مالكي المسارح المستقلة في ألمانيا (حوالي 700 شاشة) الفيلم ردًا على قيام ديزني برفع رسوم الإيجار من 47.7٪ إلى 53٪ من مبيعات التذاكر. شعر المالكون أن «الرسوم المتزايدة، إلى جانب تكلفة الرقمنة، وارتفاع تكاليف الموظفين والتسويق قد تجبر بعضهم على التوقف عن العمل.» فيلم المنتقمون: عصر ألترون هو جزء من المرحلة الثانية من أفلام عالم مارفال السينمائي.
في سبتمبر 2014، استحوذت شبكة تورنر التلفزيونية على حقوق بث على التلفزيونات الكبلية في الولايات المتحدة، للبث بعد عامين من إطلاقها المسرحي. في 4 مارس 2015، بدأ بيع تذاكر الفيلم مسبقًا. وأشار فارايتي إلى أن «الفجوة بين المبيعات المسبقة والإصدار لمدة شهرين أكبر بكثير من المعتاد وتعكس ترقب المعجبين الثقيل» للفيلم.

### الإصدارات المنزلية
تم إصدار فيلم المنتقمون: عصر ألترون من قِبَل شركة والت ديزني عن طريق التوزيع الرقمي في 8 سبتمبر، وعلى بلو راي وبلو راي ثلاثي الأبعاد ودي في دي في 2 أكتوبر. تشتمل الإصدارات الرقمية وإصدارات بلو راي على سمات من وراء الكواليس، وتعليقات صوتية، ومشاهد محذوفة، ومقاطع أخطاء ومزاح الممثلين. تم جمع الفيلم أيضًا في مجموعة مكونة من 13 قرصًا، بعنوان «عالم مارفال السينمائي: مجموعة المرحلة الثانية»، والتي تشمل جميع أفلام المرحلة الثانية في عالم مارفال السينمائي، وتم إصدارها في 8 ديسمبر. في يوليو 2015، ذكر ويدن أنه لم يكن ينوي إطلاق نسخة من فيلم المنتقمون: عصر ألترون لأنه على الرغم من تعقيد الفيلم، كان راضياً عن النسخة المسرحية ولم يعتقد أنه بحاجة إلى التعديل. أصدرت شركة والت ديزني الفيلم على بلو راي فائقة الوضوح في 14 أغسطس 2018.

## الاستقبال

### شباك التذاكر
بلغ إجمالي أرباح المنتقمون: عصر ألترون 459 مليون دولار في الولايات المتحدة وكندا، و 943.8 مليون دولار في أقاليم أخرى، ليصبح المجموع العالمي 1.403 مليار دولار، ليصبح خامس أعلى فيلم دخلا على الإطلاق في ذلك الوقت؛ ورابع أعلى فيلم دخلا لعام 2015. كان افتتاح المنتقمون: عصر ألترون في جميع أنحاء العالم بقيمة 392.5 مليون دولار سابع أعلى فيلم دخلا في الأسبوع الافتتاحي الإطلاق في ذلك الوقت. حقق الفيلم رقمًا قياسيًا عالميًا في عطلة نهاية الأسبوع في الآيماكس بقيمة 25.2 مليون دولار (ليتجاوز بذلك رقم فيلم نهوض فارس الظلام (2012)) وحطم أيضًا الرقم القياسي لأسرع فيلم يحقق أكثر من 40 مليون دولار في مسارح الآيماكس، وذلك في 12 يومًا. وفقًا لبعض المحللين، كان إجمالي مبيعات شباك التذاكر الافتتاحي في نهاية الأسبوع أقل من المتوقع بسبب مباراة الملاكمة المميزة التي أقيمت في نهاية الأسبوع بين فلويد مايويذر وماني باكياو. حسبت ددلاين هوليوود صافي ربح الفيلم ليكون 382.32 مليون دولار، عند حساب «ميزانيات الإنتاج، ومشاركات المواهب، والتكاليف الأخرى، مع إجمالي شباك التذاكر، والإيرادات الإضافية من الفيديو حسب الطلب إلى دي في دي والتلفزيون»، مما يضعها في المرتبة الرابعة في قائمة «البلوك باستر الأكثر قيمة» لعام 2015.
في 15 مايو 2015، أصبح فيلم المنتقمون: عصر ألترون الفيلم الحادي والعشرين في تاريخ السينما، والثالث من أفلام مارفل ستوديوز، والفيلم الثامن الذي وزعته شركة ديزني الذي يتجاوز عتبة المليار دولار أمريكي في شبابيك التذاكر.
اعتبارا من ديسمبر 2020، يحتل فيلم المنتقمون: عصر ألترون المرتبة 11 في قائمة أعلى الأفلام دخلا في التاريخ، وهو رابع أعلى فيلم دخلا في سلسلة المنتقمون بعد كل من فيلم المنتقمون: نهاية اللعبة (2019) والمنتقمون: الحرب اللانهائية (2018) والمنتقمون (2012). ورابع أعلى فيلم دخلا في سلسلة عالم مارفال السينمائي؛ وأعلى فيلم دخلا في مجموعة أفلام المرحلة الثانية من أفلام عالم مارفال السينمائي.كما يحتل الفيلم المرتبة الـ 13 في قائمة أعلى الأفلام دخلا في الأسبوع الافتتاحي.

### الاستقبال النقدي
أفاد موقع تجميع المراجعات "روتن توميتوز" بنسبة موافقة بلغت 76%، بمتوسط تقييم 6.8/10، بناءً على 376 مراجعة. وجاء في إجماع النقاد على الموقع: "فيلم المنتقمون: عصر ألترون، المفعم بالحيوية والجاذبية، يُمثل تكملةً مُرضيةً في معظمها، حيث يجمع طاقم عمل سابقه غير المُسيطر مع بعض الإضافات الجديدة وخصمٍ جديرٍ بالثناء." أما موقع ميتاكريتيك، الذي يستخدم متوسطًا مُرجحًا، فقد منح الفيلم 66 من 100 بناءً على 49 ناقدًا، مما يُشير إلى مراجعات "إيجابية بشكل عام".وقد منح الجمهور الذي استطلعت آراءه سينما سكور الفيلم متوسط تقييم "A" على مقياس من A+ إلى F، بينما منحه موقع بوست تراك تقييمًا إيجابيًا إجماليًا بنسبة 90% و79% منهم يوصون به بالتأكيد.

### الجوائز
في ديسمبر 2015، وضعت أكاديمية فنون وعلوم الصور المتحركة فيلم "Avengers: Age of Ultron" في القائمة المختصرة من المرشحين المحتملين لجائزة الأوسكار لأفضل تأثيرات بصرية في حفل توزيع جوائز الأوسكار الثامن والثمانون، لكنه في النهاية لم يترشح للجائزة.
| السنة | الجائزة / المهرجان السينمائي                         | الفئة                                                          | المستلم                                                                                  | النتيجة | مرجع    |
| ----- | ---------------------------------------------------- | -------------------------------------------------------------- | ---------------------------------------------------------------------------------------- | ------- | ------- |
| 2015  | جائزة اختيار المراهقين                               | جائزة اختيار المراهقين لاختيار الفيلم: خيال علمي               | المنتقمون: عصر أولترون                                                                   | رُشِّح     | [ 144 ] |
| 2015  | جائزة اختيار المراهقين                               | جائزة اختيار المراهقين لاختيار الممثل التلفزيوني: خيال علمي    | كريس هيمسوورث                                                                            | رُشِّح     | [ 144 ] |
| 2015  | جائزة اختيار المراهقين                               | جائزة اختيار المراهقين لاختيار الممثل التلفزيوني: خيال علمي    | روبرت داوني جونير                                                                        | رُشِّح     | [ 144 ] |
| 2015  | جائزة اختيار المراهقين                               | جائزة اختيار المراهقين لاختيار الممثلة التلفزيونية: خيال علمي  | سكارليت جوهانسون                                                                         | رُشِّح     | [ 144 ] |
| 2015  | جائزة اختيار المراهقين                               | جائزة اختيار المراهقين لاختيار: سارق المشهد                    | كريس إيفانز                                                                              | فوز     | [ 145 ] |
| 2015  | جائزة اختيار المراهقين                               | جائزة اختيار المراهقين لاختيار: نجم الاختراق                   | إليزابيث أولسن                                                                           | رُشِّح     | [ 145 ] |
| 2015  | جوائز الأكاديمية الأسترالية لفنون السينما والتلفزيون | أفضل مؤثرات بصرية أو رسوم متحركة                               | كريستوفر تاونسند وريان ستافورد وبول بتروورث ومات إستيلا                                  | رُشِّح     | [ 146 ] |
| 2016  | جوائز خيار الشعب                                     | الفيلم المفضل                                                  | المنتقمون: عصر أولترون                                                                   | رُشِّح     | [ 147 ] |
| 2016  | جوائز خيار الشعب                                     | فيلم الحركة المفضل                                             | المنتقمون: عصر أولترون                                                                   | رُشِّح     | [ 147 ] |
| 2016  | جوائز خيار الشعب                                     | ممثل الفيلم المفضل                                             | روبرت داوني جونير                                                                        | رُشِّح     | [ 147 ] |
| 2016  | جوائز خيار الشعب                                     | ممثلة الفيلم المفضل                                            | سكارليت جوهانسون                                                                         | رُشِّح     | [ 147 ] |
| 2016  | جوائز خيار الشعب                                     | ممثل فيلم الحركة المفضل                                        | روبرت داوني جونير                                                                        | رُشِّح     | [ 147 ] |
| 2016  | جوائز خيار الشعب                                     | ممثل فيلم الحركة المفضل                                        | كريس هيمسوورث                                                                            | فوز     | [ 147 ] |
| 2016  | جوائز خيار الشعب                                     | ممثلة فيلم العمل المفضل                                        | سكارليت جوهانسون                                                                         | رُشِّح     | [ 147 ] |
| 2016  | جائزة آني                                            | الإنجاز الرائع، تأثيرات متحركة في إنتاج حركة حية               | مايكل بالوج، وجيم فان ألين، وفلورنت أندورا، وجورج كالتنبرونر، عن "Sokovia's destruction" | فوز     | [ 148 ] |
| 2016  | جائزة آني                                            | الإنجاز المتميز، الرسوم المتحركة للشخصية في إنتاج الحركة الحية | جاكوب بيستيكي، جانج ترينه، كريج بن، ميكائيل كويدل، يائير جوتيريز، عن "the Hulk"          | رُشِّح     | [ 148 ] |
| 2016  | جائزة آني                                            | الإنجاز المتميز، الرسوم المتحركة للشخصية في إنتاج الحركة الحية | بيتر تان، بونييكي ليم، ساتشيو نيشياما، بيونجهي تشو، روي تان، عن "Ultron"                 | رُشِّح     | [ 148 ] |
| 2016  | جمعية المؤثرات البصرية                               | أداء متحرك رائع في ميزة صورية                                  | جاكوب بيستيكي، لانا لان، جون ووكر، شون كومر                                              | رُشِّح     | [ 149 ] |
| 2016  | جمعية المؤثرات البصرية                               | محاكاة تأثيرات رائعة في ميزة صورية                             | مايكل بالوج، وجيم فان ألين، وفلورنت أندورا، وجورج كالتنبرونر                             | رُشِّح     | [ 149 ] |
| 2016  | جمعية المؤثرات البصرية                               | النماذج المتميزة في مشروع الصور المتحركة                       | هاوي ويد، روبيرت مارينيك، دانيل جونزاليس، مريم كارتين، عن "Hulkbuster"                   | رُشِّح     | [ 149 ] |
| 2016  | جائزة اختيار أطفال نكلوديون                          | الفيلم المفضل                                                  | المنتقمون: عصر أولترون                                                                   | رُشِّح     | [ 150 ] |
| 2016  | جائزة اختيار أطفال نكلوديون                          | ممثل الفيلم المفضل                                             | كريس إيفانز                                                                              | رُشِّح     | [ 150 ] |
| 2016  | جائزة اختيار أطفال نكلوديون                          | ممثل الفيلم المفضل                                             | كريس هيمسوورث                                                                            | رُشِّح     | [ 150 ] |
| 2016  | جائزة اختيار أطفال نكلوديون                          | ممثل الفيلم المفضل                                             | روبرت داوني جونير                                                                        | رُشِّح     | [ 150 ] |
| 2016  | جائزة اختيار أطفال نكلوديون                          | ممثلة الفيلم المفضل                                            | سكارليت جوهانسون                                                                         | رُشِّح     | [ 150 ] |
| 2016  | جائزة زحل                                            | أفضل فيلم كوميدي إلى فيلم متحرك                                | المنتقمون: عصر أولترون                                                                   | رُشِّح     | [ 151 ] |
| 2016  | جائزة زحل                                            | أفضل ممثل مساعد                                                | بول بيتاني                                                                               | رُشِّح     | [ 151 ] |
| 2016  | جائزة زحل                                            | أفضل تصميم زي ‏                                                 | ألكسندرا بيرن                                                                            | فوز     | [ 151 ] |
| 2016  | جائزة زحل                                            | أفضل فيلم مؤثرات خاصة / بصرية                                  | بول كوربولد، كريس تاونسند، بن سنو، بول بتروورث                                           | رُشِّح     | [ 151 ] |
| 2016  | جوائز إم تي في للأفلام                               | أفضل فيلم                                                      | المنتقمون: عصر أولترون                                                                   | رُشِّح     | [ 152 ] |
| 2016  | جوائز إم تي في للأفلام                               | أفضل بطل                                                       | كريس إيفانز                                                                              | رُشِّح     | [ 152 ] |
| 2016  | جوائز إم تي في للأفلام                               | أأفضل شرير                                                     | جيمس سبيدر                                                                               | رُشِّح     | [ 152 ] |
| 2016  | جوائز إم تي في للأفلام                               | أفضل أداء افتراضي                                              | جيمس سبيدر                                                                               | رُشِّح     | [ 152 ] |
| 2016  | جوائز إم تي في للأفلام                               | طاقم مؤلف                                                      | المنتقمون: عصر أولترون                                                                   | رُشِّح     | [ 152 ] |
| 2016  | جوائز إم تي في للأفلام                               | أفضل معركة                                                     | روبرت داوني جونير ضد مارك رافالو                                                         | رُشِّح     | [ 152 ] |
| 2016  | جائزة هوغو                                           | جائزة هوغو لأفضل عمل درامي                                     | المنتقمون: عصر أولترون                                                                   | رُشِّح     | [ 153 ] |

## تتمتان
في أكتوبر 2014، أعلنت مارفل عن تتمة مكونة من جزئين لعصر ألترون تحمل عنوان المنتقمون: حرب لا نهائية. ومن المُقرر أن يصدر الجزء الأول 4 مايو 2018، يتبعه الجزء الثاني في 3 مايو 2019. من المُقرر أن يبدأ تصوير الجزء الأول والجزء الثاني في أواخر سنة 2015.

## وصلات خارجية
- الموقع الرسمي
- المنتقمون: عصر ألترون على موقع IMDb (الإنجليزية)
- المنتقمون: عصر ألترون على موقع ميتاكريتيك (الإنجليزية)
- المنتقمون: عصر ألترون على موقع روتن توميتوز (الإنجليزية)
- المنتقمون: عصر ألترون على موقع قاعدة بيانات الأفلام العربية
- المنتقمون: عصر ألترون على موقع ألو سيني (الفرنسية)
- المنتقمون: عصر ألترون على موقع أول موفي (الإنجليزية)
- المنتقمون: عصر ألترون على موقع بوكس أوفيس موجو (الإنجليزية)
- المنتقمون: عصر ألترون على موقع فيلمافينيتي (الإسبانية)
- المنتقمون: عصر ألترون على موقع قاعدة بيانات الأفلام السويدية (السويدية)
- المنتقمون: عصر ألترون على موقع قاعدة بيانات الفيلم (الإنجليزية)